# José Scheps
José Scheps (Montevideo, 17 de marzo de 1920 - Montevideo, 6 de agosto de 2020) fue un arquitecto y docente universitario uruguayo.

## Formación y desempeño profesional
Ingresó en la Facultad de Arquitectura en el año 1939 y egresó en 1945. Fue discípulo de Carlos Gómez Gavazzo, Octavio de los Campos, Juan Antonio Scasso, Maurico Cravotto y  Julio Vilamajó (por quien tenía profunda admiración)
Se desempeñó en el Ministerio de Transporte y Obras Públicas, y en los últimos años dirigió la Sección Planificación Urbana y Rural.
Fue docente en la Facultad de Arquitectura de Práctica de Obra entre los años 1955 y 1975, cargo al que accedió por concurso junto a los arquitectos Carlos Viola y Arturo Bergamino, en lo que constituyó la primera edición del curso.
Actuó como jurado y asesor en concursos públicos y privados de anteproyectos, e integró el Comité de Ética de la Sociedad de Arquitectos del Uruguay.
Tuvo un estudio en el que trabajó en dupla con su esposa, la arquitecta Nelly Grandal, con quien trabajó para el ámbito privado.

## Obras

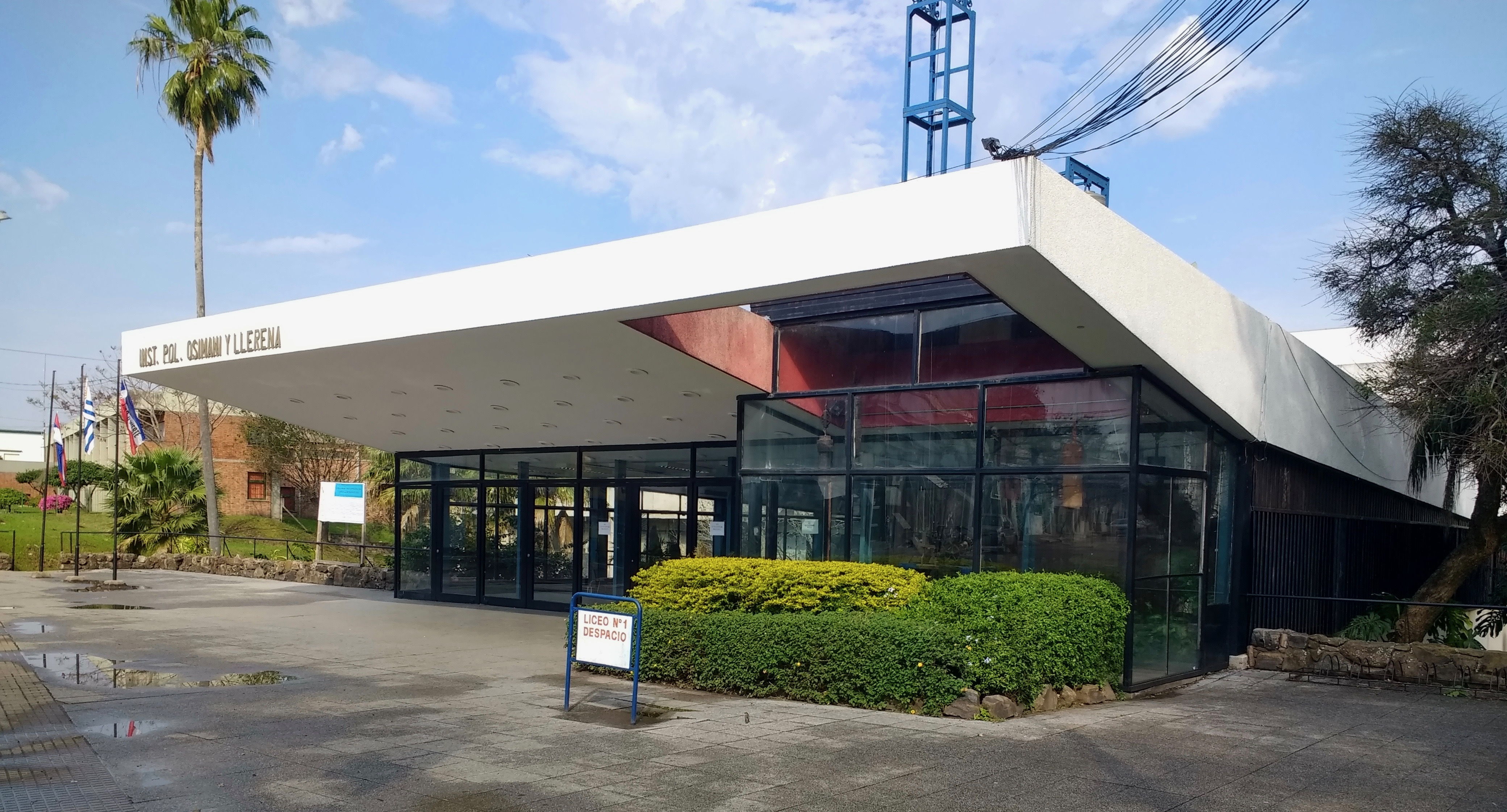
Liceo N° 1 Osimani y Llerena en Salto, Uruguay

En su vasta trayectoria profesional realizó muchas obras en conjunto con otros arquitectos, se pueden señalar como ejemplos las siguientes ordenadas por años de ejecución o inauguración:
- 1946: Liceo N° 1 Manuel Rosé, Las Piedras (fue inaugurado, en su primera etapa en 1951)

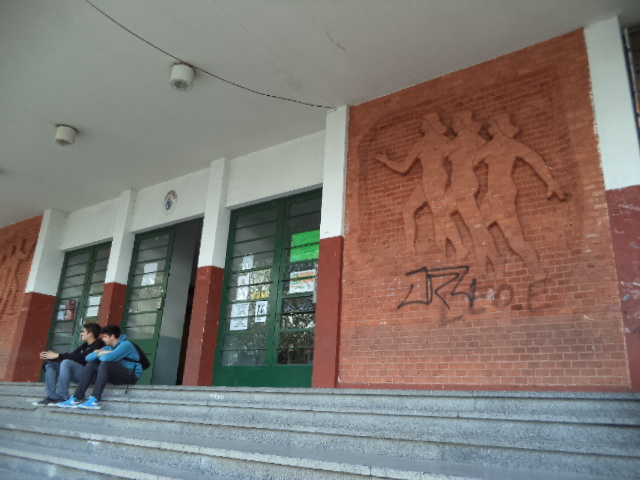
Liceo Manuel Rosé

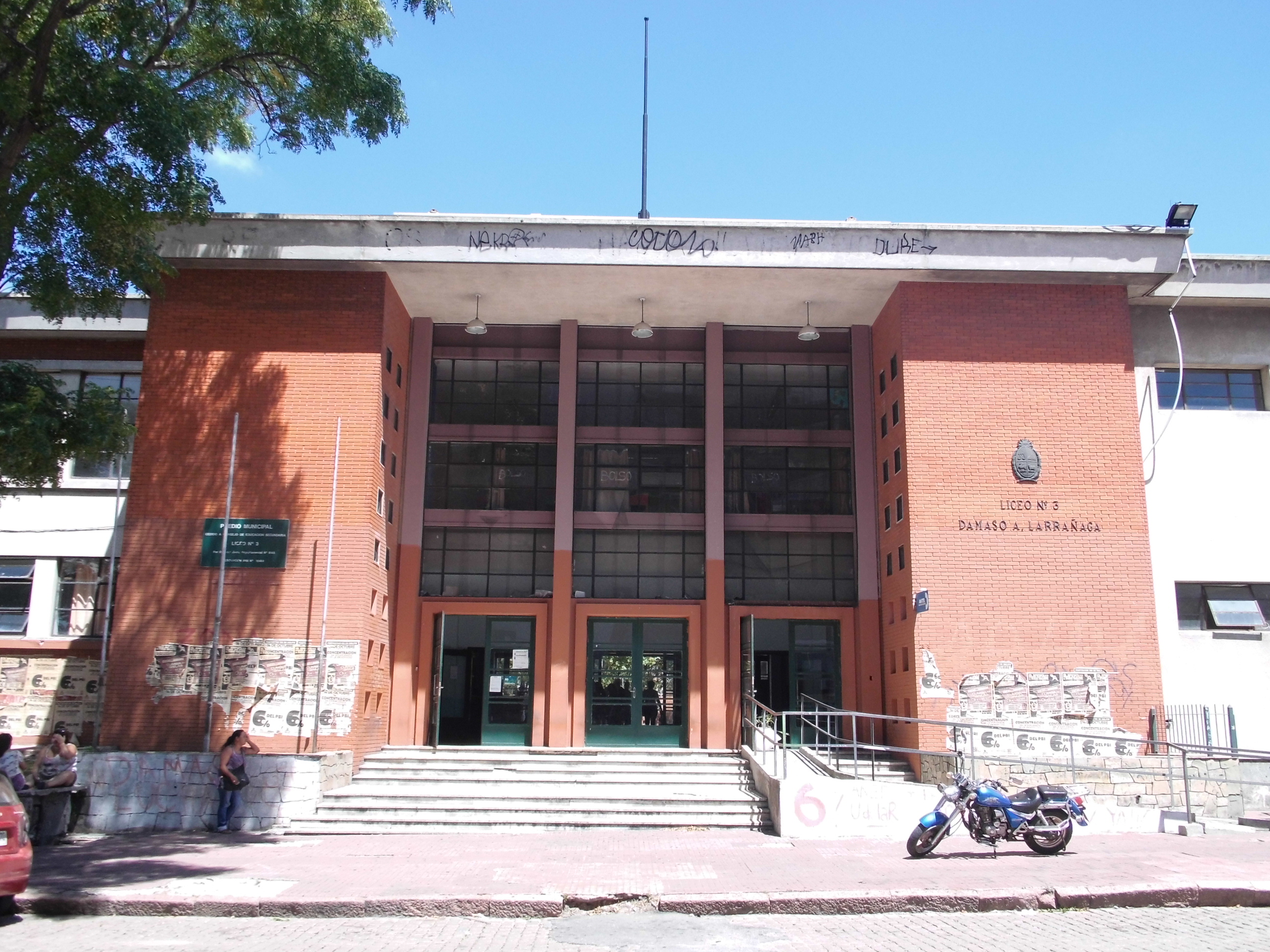
1951: Liceo N° 1 Dámaso Antonio Larrañaga, Montevideo.[3]  - Acceso principal del liceo Dámaso Antonio Larrañaga, Montevideo
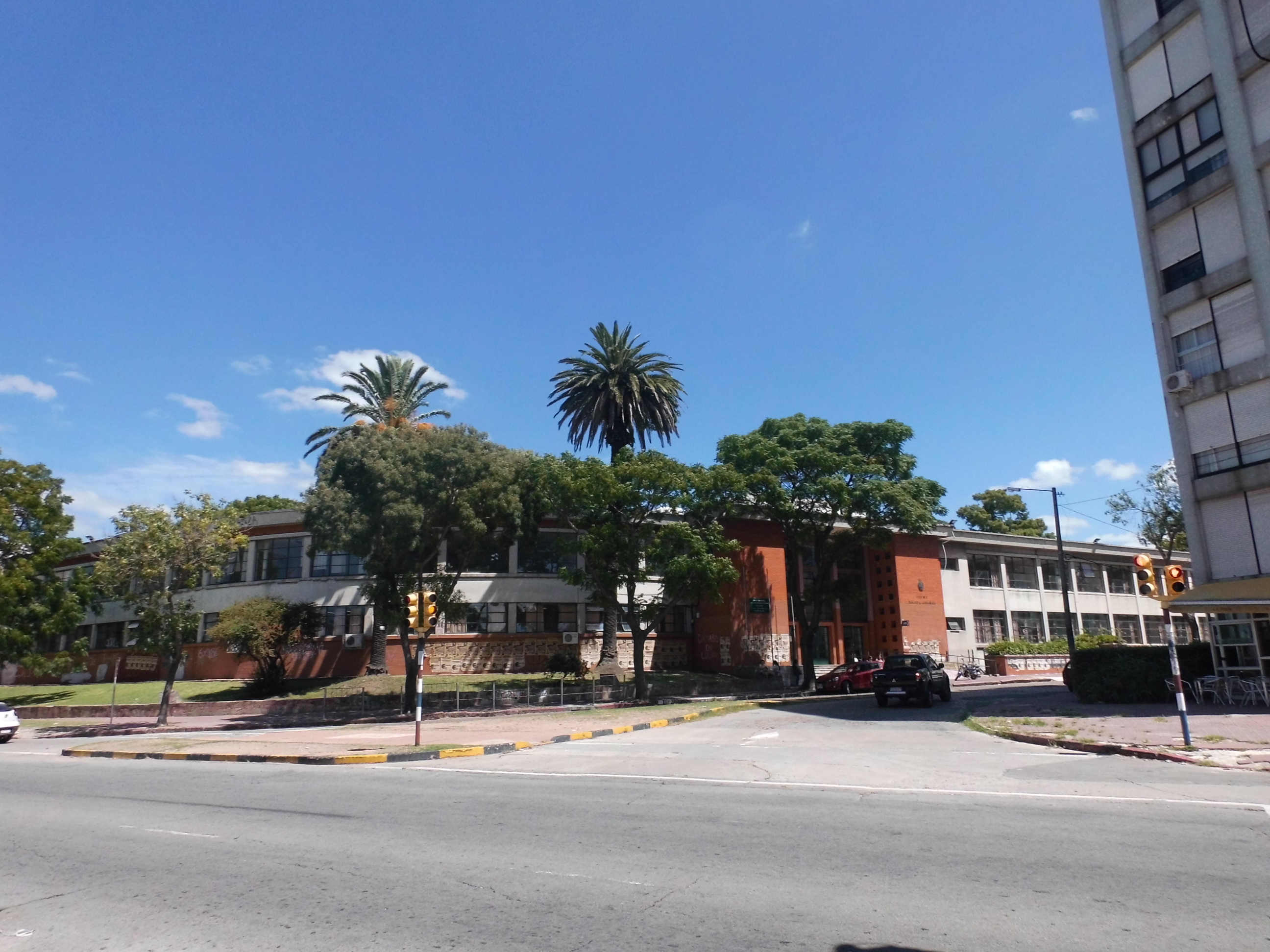
Edificio del Liceo Dámaso Antonio Larrañaga, Montevideo.
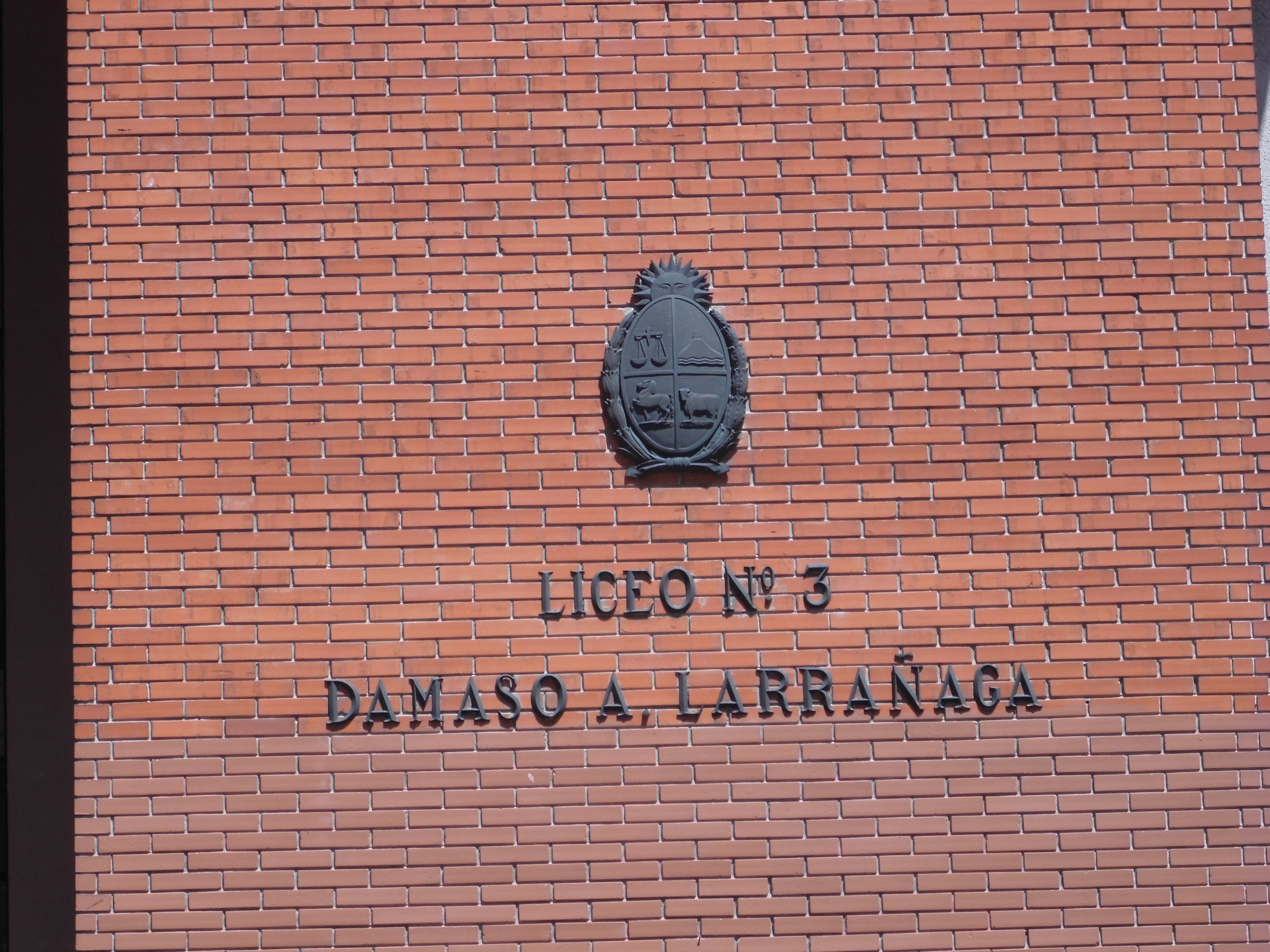
Nominación del edificio.
  - Edificio del Liceo Dámaso Antonio Larrañaga, Montevideo.
  - Nominación del edificio.

- 1953: Escuela Técnica (UTU) Arroyo Seco.[4][5]

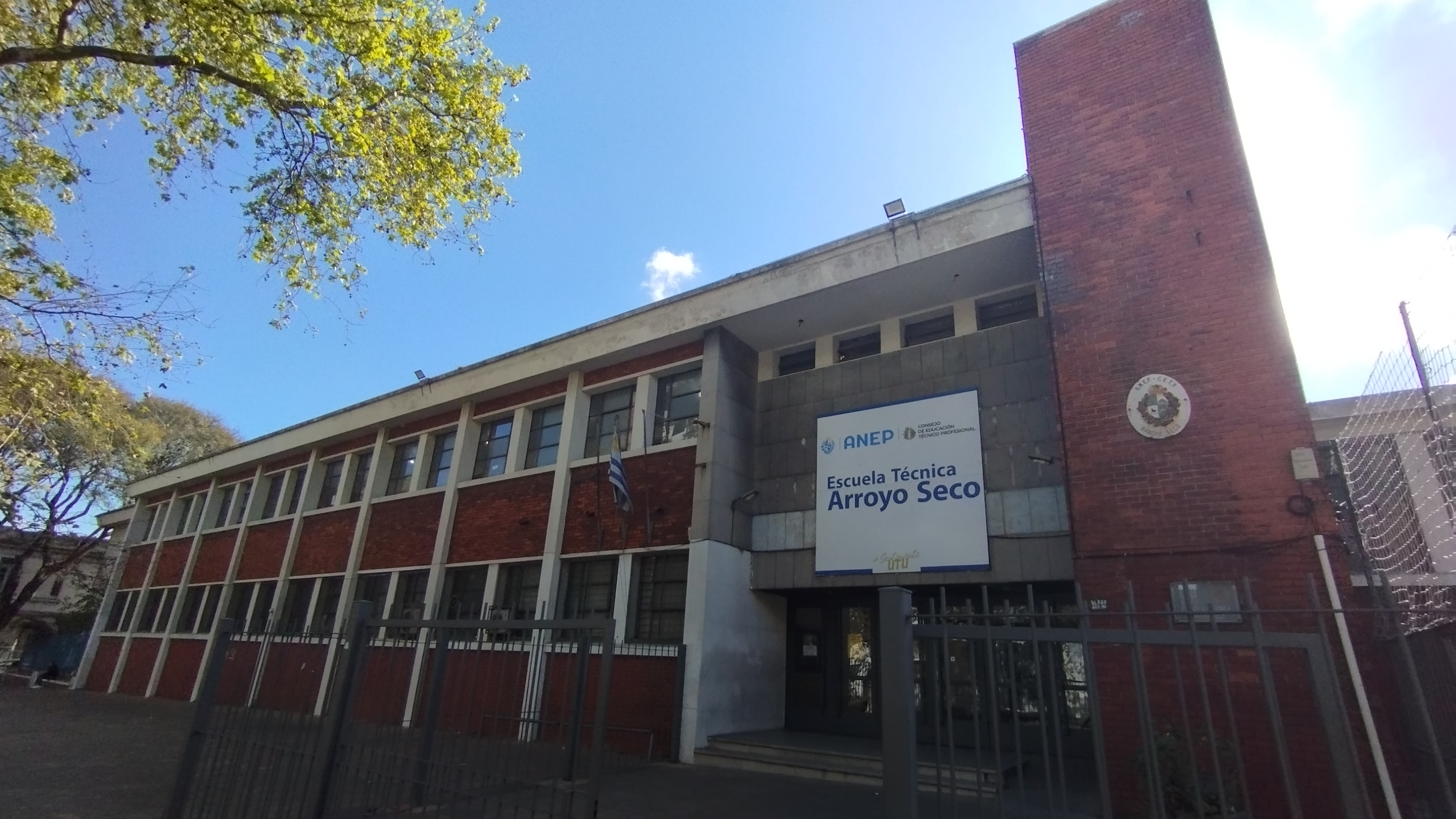
Escuela Técnica (UTU) Arroyo Sec

- 1963: Liceo N° 1 Instituto Politécnico Osimani y Llerena (IPOLL) en Salto (junto a Felipe Zamora)[6]y Liceo Nº1 José María Campos (junto a Daniel Bonti)[7]

Descripción del IPOLL:
El edificio se resuelve con un volumen lineal de 3 niveles y simple crujía que se articula con otro, el volumen de acceso, perpendicular a él. Se ubica colocando las aulas hacia el norte con una actitud moderna que prescinde de la geometría predominante que aporta la cuadrícula urbana. De esta manera el liceo hace acto de presencia en la ciudad, se manifiesta en su lógica moderna, señalando en el vacío urbano “el futuro” de la ciudad. Si bien el eje heliotérmico vinculado al programa a resolver comanda la posición del edificio, las particularidades del sitio son tenidas en cuenta y se utilizan con gran habilidad para resolver otros aspectos. El hall de entrada y el salón de actos en el nivel intermedio y la cantina en la planta baja -los espacios más públicos del liceo- se ubican en el volumen de acceso generando de esta manera el vínculo con la ciudad existente.